# Frederick Roberts, 1.º Conde Roberts
Frederick Sleigh Roberts, 1.º Conde Roberts (Cawnpore, 30 de setembro de 1832 — Saint-Omer, 14 de novembro de 1914) foi um marechal de campo britânico e um dos comandantes mais bem-sucedidos da Era Vitoriana.